# バロサウルス
バロサウルス (Barosaurus) は中生代ジュラ紀後期（約1億5,200万 ~ 1億5,000万年前）の現北アメリカ大陸及びアフリカ大陸（タンザニア）に生息していた竜脚形亜目 - ディプロドクス科の恐竜。属名は「重いトカゲ」を意味する。

## 形態

人間との大きさ比較。

全長は23 - 27メートル。巨大な脊椎（BYU 9024）に基づいて全長を45 - 48メートルとする推定も存在するが、当該の標本はスーパーサウルスに属する可能性もある。他の竜脚類同様長い首と尾をもつ。胴体部はディプロドクスに似るが、頸椎が伸長しているためより首が長く、逆に尾は短めである。木の葉は口で丸呑みし、胃石ですり潰して消化を助けたと考えられている。
アメリカ自然史博物館の玄関ホールには、捕食者（アロサウルス）から子供を護るために後肢で立ち上がった姿で骨格が展示されている（画像参照）。しかし、骨盤や関節の構造など骨格上こうした姿勢は不可能だったとされる。また竜脚類自体、その身体の大きさ及び卵の数や発掘状況などらから子育てはしなかったと推定されている。

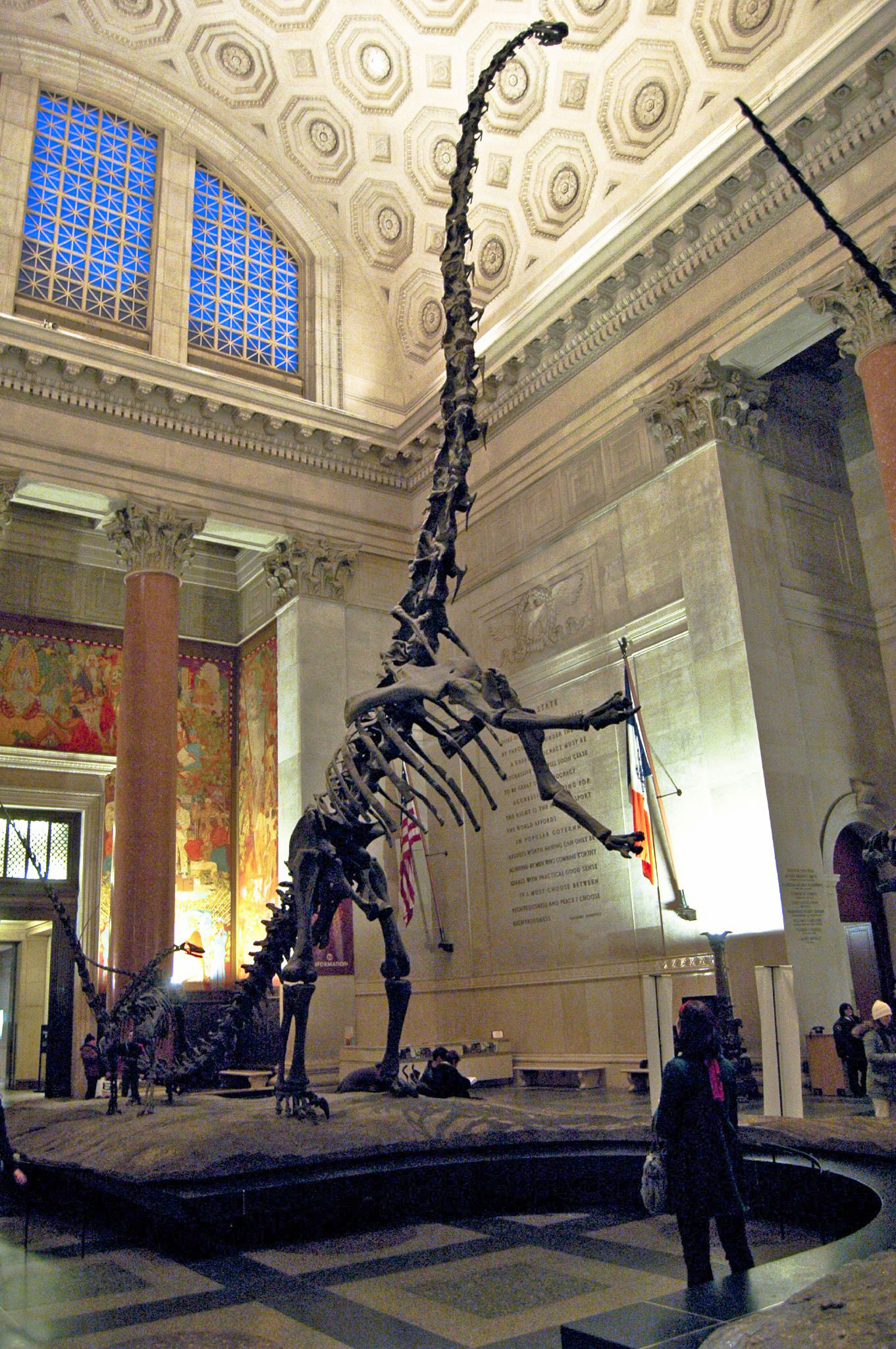
全身骨格。アメリカ自然史博物館蔵。
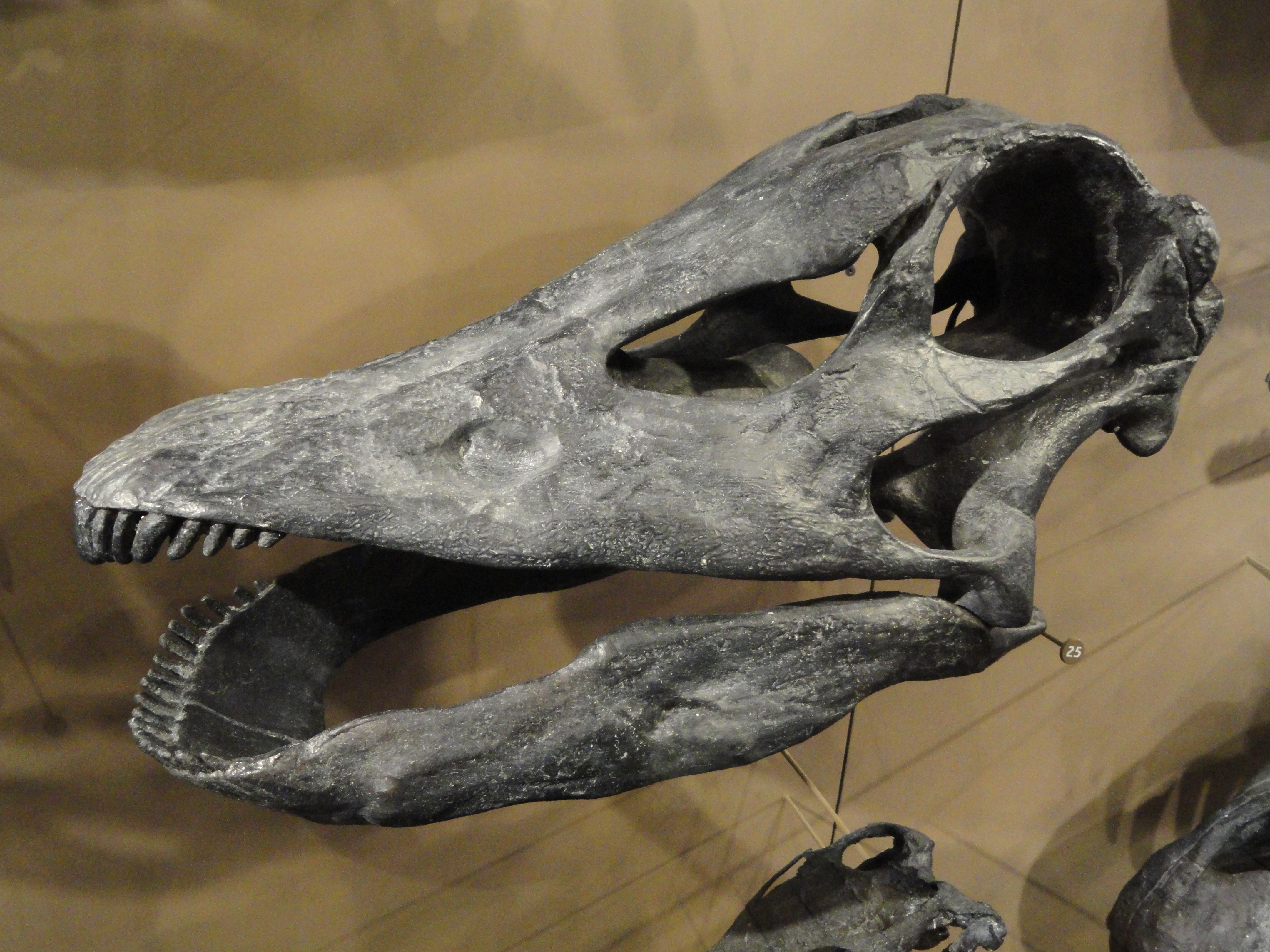
頭蓋骨。ユタ自然史博物館蔵。
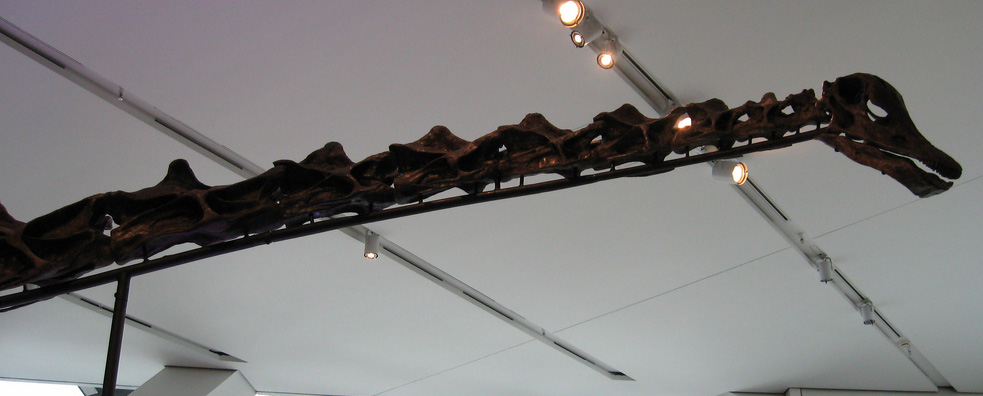
頭部、頸部骨格。ロイヤルオンタリオ博物館蔵。